# Cahuapan
Cahuapan är en ort i Mexiko.   Den ligger i kommunen Hidalgotitlán och delstaten Veracruz, i den sydöstra delen av landet, 500 km öster om huvudstaden Mexico City. Cahuapan ligger 60 meter över havet och antalet invånare är 624.
Terrängen runt Cahuapan är lite kuperad. Runt Cahuapan är det ganska glesbefolkat, med 29 invånare per kvadratkilometer. Närmaste större samhälle är Poblado Cinco, 19,8 km söder om Cahuapan. Trakten runt Cahuapan består till största delen av jordbruksmark.